# 艾杰旭

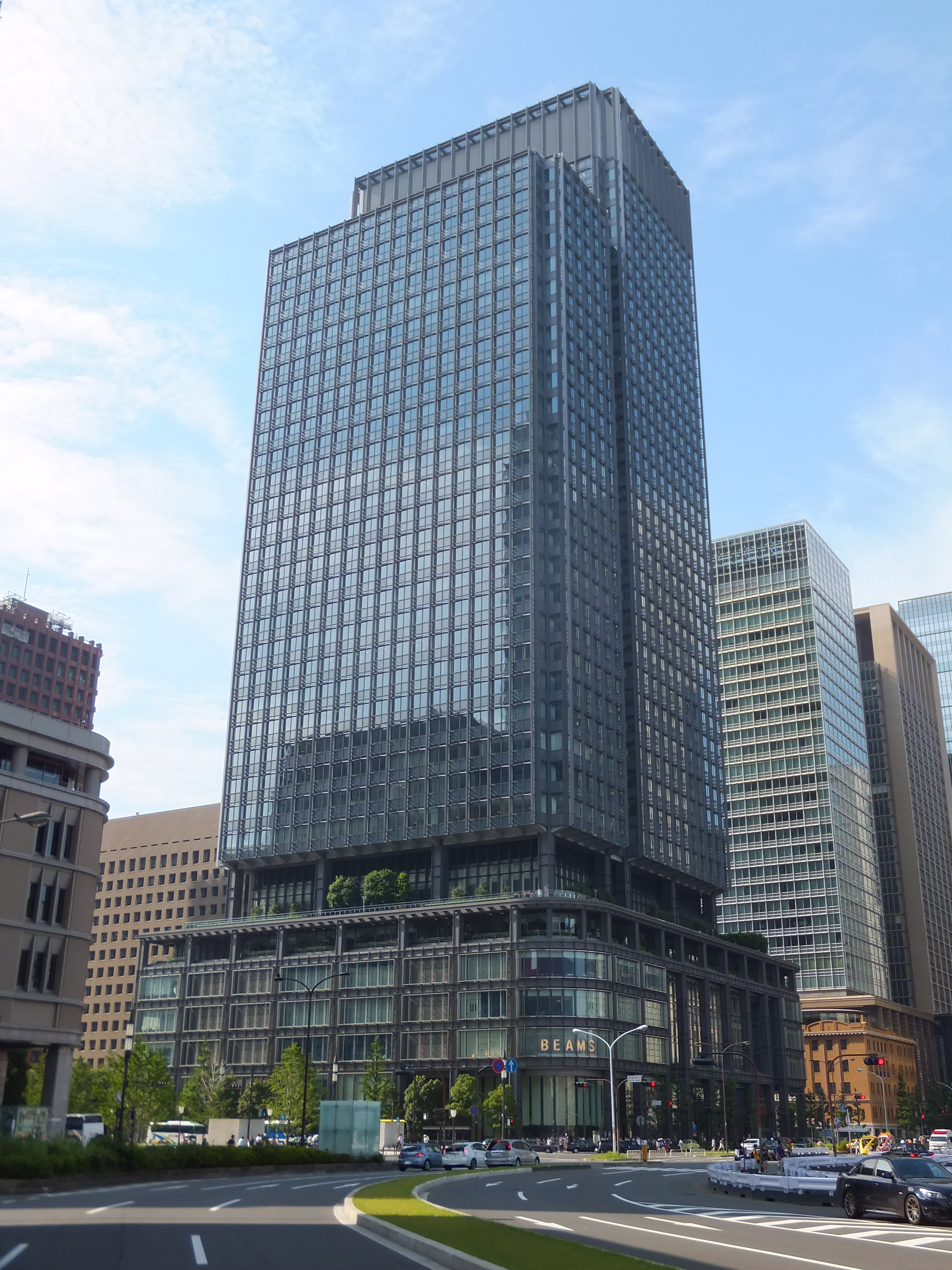
旭硝子總部所在的新丸大樓

艾杰旭（日語：AGC株式会社）是一家日本特殊玻璃和陶瓷材料的製造公司，1907年於日本兵庫縣尼崎市成立。產品為各種玻璃製造與半成品，及少量化學產品，目前銷售對象為建築業、汽車業、燈具業、液晶顯示器、太陽能等。
艾杰旭原名為旭硝子（日：あさひがらす、英: Asahi Glass Co., Ltd.），2007年創業100年時宣布在海外和正式場合統一用AGC縮寫名稱，並於2018年7月將公司正式更名為，同時宣佈中文名稱改為艾杰旭。
艾杰旭玻璃在2013年被湯森路透評為全球100強創新企業之一。
2018年7月1日，更名為“AGC Inc.”。

## 沿革
- 1907年 – 岩崎俊彌（三菱財閥第2代董事長・岩崎彌之助的次子）創業（現兵庫縣尼崎市）
- 1909年 – 尼崎工廠（現在為関西工廠）開工。
- 1914年 – 牧山工廠（現在的北九州工廠。現北九州市戸畑區）竣工。
- 1917年 – 牧山工廠開工。
- 1918年 – 總部搬往现東京都千代田區。
- 1939年 – 併購昭和化学工業（原本為昭和人絹－的鈴木商店後轉型味之素製造廠）。
- 1944年 – 併購日本化成工業株式會社，改名三菱化成工業株式会社。
- 1950年 – 戰後根據《企業再建分割法》分出三菱化成工業、旭硝子株式會社。東京證券交易所、大阪證券交易所上市。（名古屋・福岡・札幌證券交易所的上市於2003年9月取消）
- 1997年 – 進入俄羅斯市場。
- 2002年 – 實行分公司制度。
- 2013年 – 巴西廠完工。
- 2015年 – 推出AGC plus戰略進行玻璃與化學行業產品深度改造。[4]
- 2017年 – 將公司名稱正式改名為，其分公司的中文名稱亦逐步改名為艾杰旭股份有限公司。[1]
- 2019年 – 受日韓貿易戰和其他市場競爭因素考量，決定退出韓國市場並關閉當地加工設施。[5]

## 歐洲的價格操縱醜聞
「旭硝子歐洲平面玻璃」(AGC Flat Glass Europe)是參與2007年歐盟競爭委員會揭露的價格操縱醜聞的4家平板玻璃製造商之一。 歐盟委員會表示，這些公司在2004年和2005年通過非法接觸提高或穩定了價格。歐盟競爭事務專員尼利·克羅斯 (Neelie Kroes) 表示，歐盟“不會容忍公司通過固定價格和剝奪他們在單一市場的利益來欺騙消費者和企業客戶”。

## 中国子公司
中国是AGC除了日本以外，唯一设下了所有产品线的国家，並在中国大陸设有18个關聯子公司，為其全球重點戰略市場。2016年时就已經在深圳華星光電合作廠中參與規劃第11代面板廠，後來當地成為大型電視面板在華南生產重鎮。2017年於廣東省惠州市再增資320億日圓興建電子控制窯爐。

## 艾杰旭印度玻璃有限公司 (AIS)
艾杰旭印度玻璃有限公司(Asahi India Glass Ltd. ,缩写:AIS) 成立於 1984 年。  該公司由 Labroo 家族、日本艾杰旭玻璃有限公司(AGC) 和 Maruti Suzuki India Ltd. 之間的合資協議成立。它是印度最大的汽車玻璃製造公司，生產範圍廣泛的玻璃產品，包括 汽車安全玻璃、浮法玻璃和建築加工玻璃。 截至2017年，艾杰旭印度玻璃有限公司在印度乘用車玻璃領域的市場份額為77.1%。

## 負面事故
- 2004年 – 船橋廠的地下水中砷與其他污染物被檢出含量高出標準7300倍。
- 2005年 – 旭硝子尼崎市的發跡地被檢查出土地砷含量高出標準200倍，地下水也高出69倍。
- 2007年 – 歐盟發佈調查報告，「旭硝子歐洲平面玻璃」分公司涉嫌聯合壟斷操縱LCD面板玻璃價格。

## 外部連結
- 官方网站 （日語）
- AGC中文官方網站 （页面存档备份，存于）（中文）

Template:玻璃制造商和品牌